# 北海道道345号矢淵東瀬棚停車場線
北海道道345号矢淵東瀬棚停車場線（ほっかいどうどう345ごう やぶちひがしせたなていしゃじょうせん）は、北海道久遠郡せたな町内を結ぶ一般道道（北海道道）である。冬期通行止め区間がある。

## 概要

### 路線データ
- 起点：北海道久遠郡せたな町北檜山区松岡
- 終点：北海道久遠郡せたな町北檜山区北檜山（旧国鉄 瀬棚線 北檜山駅跡）
- 総延長：13.880 km
- 実延長：13.727 km
- 重用延長：0.153 km

## 歴史
- 1961年（昭和36年）3月31日 - 路線認定[1]。
東瀬棚駅は1966年（昭和41年）に北檜山駅へ改称されているが、路線名はそのままである。
- 1987年（昭和62年）3月16日 - 瀬棚線の廃線に伴い、北檜山駅は廃駅となる。

## 路線状況

### 重複区間
- 国道229号：せたな町北檜山区北檜山

### 冬期交通規制（通行止め）
- せたな町北檜山区松岡国有林183林班（起点） - せたな町北檜山区松岡355番地先（矢淵松岡ゲート）
区間延長：2.8 km

### 道路施設

#### 主な橋梁
- 矢渕橋（123 m、真駒内川、せたな町北檜山区松岡）
- 冷水橋（76 m、真駒内川、せたな町北檜山区徳島）
- 鍋坂橋（84 m、真駒内川、せたな町北檜山区徳島）

## 地理
後志利別川の支流である真駒内川をせき止めている真駒内ダム（せたな町北檜山区松岡）の上を通り、真駒内川に沿って走る。

### 通過する自治体
- 檜山振興局
  - 久遠郡せたな町

### 交差する道路
せたな町
- 国道229号 - 北檜山区北檜山（重複）

### 沿線にある施設など
せたな町
- 真駒内ダム公園 - 北檜山区松岡
- せたな町役場 - 北檜山区徳島63-1
- せたな警察署 - 北檜山区徳島4-17
- 北桧山郵便局 - 北檜山区北檜山366-16